# Narathura droa
Narathura droa är en fjärilsart som beskrevs av Evans 1957. Narathura droa ingår i släktet Narathura och familjen juvelvingar. Inga underarter finns listade i Catalogue of Life.